# 水俣市立湯出中学校
水俣市立湯出中学校（みなまたしりつ ゆでちゅうがっこう）は、かつて熊本県水俣市湯出にあった中学校。

## 沿革
- 1947年（昭和22年）- 葦北郡水俣町立水俣第一中学校湯出分校創立。
- 1948年（昭和23年）- 水俣町立湯出中学校として独立。
- 1949年（昭和24年）- 水俣市立湯出中学校に改称。
- 2011年（平成23年）- 水俣市立水俣第一中学校へ統合。